# Медаль «За безупречную службу» (Армения)
Медаль «За безупречную службу» (арм. «Անբասիր ծառայության համար»)— ведомственнвя награда Республики Армения.
- Положение о четырёхстепенной медали «За безупречную службу» действует с 13 августа 2001 года (Согласно приказу МО РА № 601 от 13 августа 2001 года)

## Порядок награждения
Медаль «За безупречную службу» ВС РА имеет 4 степени и по порядку I—IV присуждается офицерам и прапорщикам, безупречно служившие в ВС РА 5, 10, 15, 20 лет.
Медалью 4-х степеней «За безупречную службу» ВС РА награждаются по представлению к награде:
- начальниками управлений и отдельных отделов МО РА и ГШ ВС,
- командиром Армии обороны,
- командирами армейских корпусов,
- командирами воинских частей.

Награжденным медалью 4-х степеней «За безупречную службу» ВС РА выдается свидетельство о его ношении.

## Степени
Медаль имеет четыре степени:
- Медаль «За безупречную службу» I степени,
- Медаль «За безупречную службу» II степени,
- Медаль «За безупречную службу» III степени,
- Медаль «За безупречную службу» IV степени.

|  |  |  |  |
|  |  |  |  |

## Порядок ношения
Медаль носится на левой стороне груди, после медали «За боевые заслуги».

## Награждённые медалью
- Акопян, Мовсес Грантович
- Арутюнян, Микаел Арутюнович
- Гаспарян, Владимир Сергеевич
- Григорян, Манвел Секторович
- Далибалтаян, Гурген Арутюнович
- Котанджян, Гайк Саргисович
- Мелконян, Гурген Хачикович
- Оганян, Сейран Мушегович
- Сароян, Сейран Фирдусович
- Хачатуров, Юрий Григорьевич